# Центральнозакавказька культура
Центральнозакавказька культура — археологічна культура племен Закавказзя пізньої бронзової доби й раннього залізної доби.
Датована 1300-600 рр. до РХ. 
У локальних варіантах Центральнозакавказької культури (ходжали-кедабекська культура та інші) простежуються джерела культури сучасних народів Закавказзя. 
Центральнозакавказька культура представлена численними могильниками й незначним числом поселень. 
- Типові форми похоронних споруджень - кам'яні ящики й кургани, нерідко із кромлехами; поховання в сидячому положенні.
- Могильний інвентар - найдавніші в Східній Європі бронзові мечі й кинджали, вудила, сокири, булави, бронзові наконечники стріл, розкішно орнаментовані бронзові пояси й прикраси. З'являються перші залізні ножі й списи.
- Кераміка, виготовлена на гончарному колі, орнаментована білою пастою.

Основні пам'ятники Центральнозакавказької культури - Самтаврський могильник, Мінгечаур, Лчашен, Артикський катакомбний могильник.